# 安珀湖
48°13′50.640662″N 11°21′25.311127″E / 48.23073351722°N 11.35703086861°E

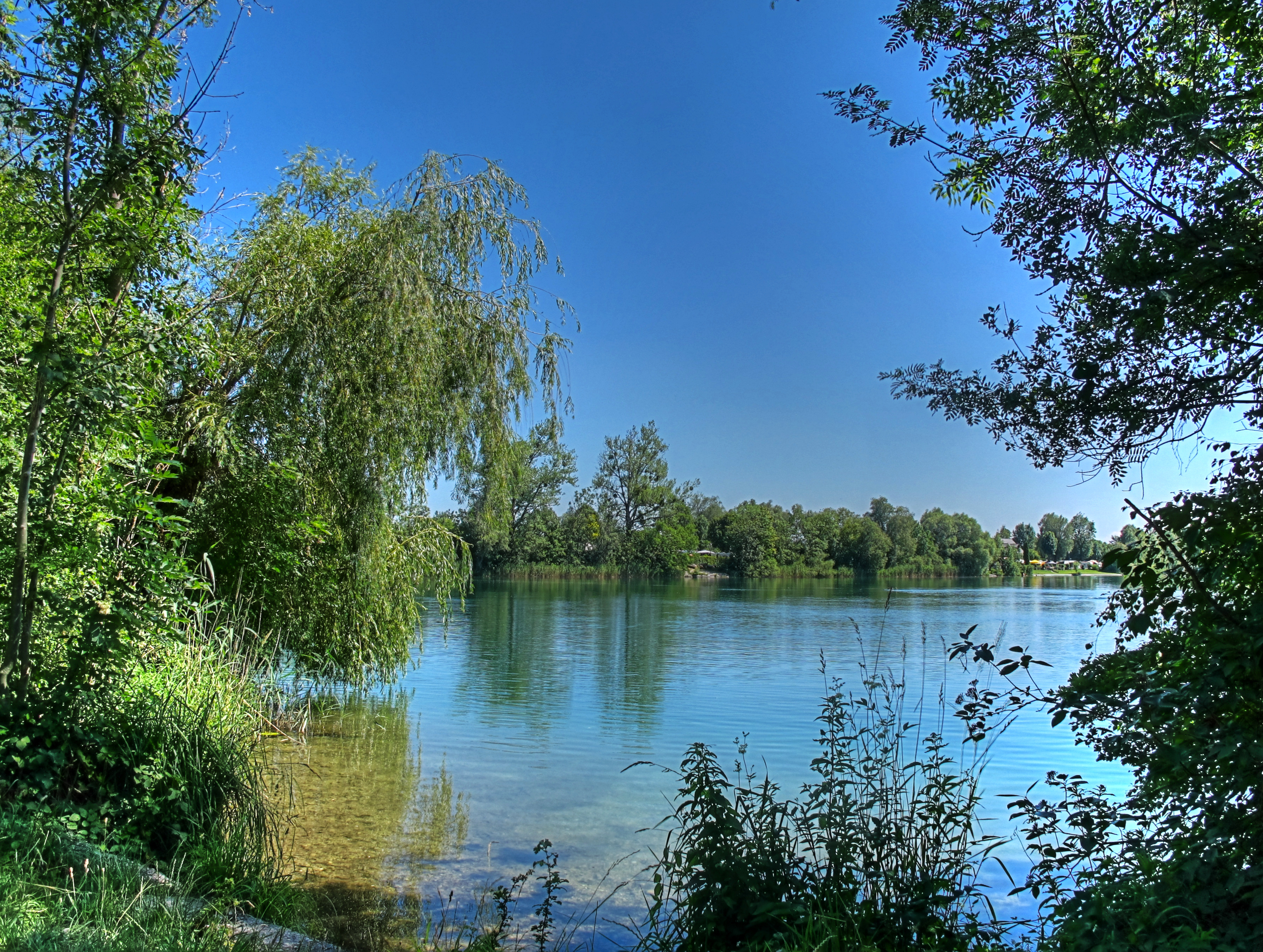

安珀湖（德語：Ampersee），是德國的湖泊，位於該國東南部，由巴伐利亞州負責管轄，處於奧爾興，長0.4公里，面積0.09平方公里，海拔高度494米，最大水深6米，湖岸線長度1.2公里。